# فیلیس ریچیو
فیلیس ریچیو (۱۵۴۲–۱۶۰۵) نقاش ایتالیایی اواخر دوره رنسانس بود. او در شهر ورونا متولد شد و عمده فعالیتش
نیز در همان شهر بود.
او همچنین با نام فیلیس بروساسورزی نیز شناخته می‌شود. او فرزند نقاش معروف دومنیکو ریچیو است.
برخی از شاگردان ریچیو عبارت اند از الساندرو تورچی، پاسکواله اوتینی، سانتو کریرا، مارکانتونیو باستتی.

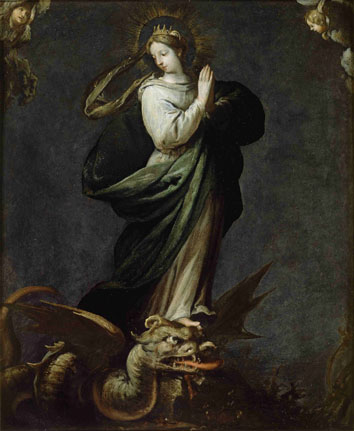
Saint Margaret of Antioch اثر فیلیس ریچیو

تعدادی از شاگردان او در سال ۱۶۳۰ بر اثر شیوع طاعون فوت شدند.

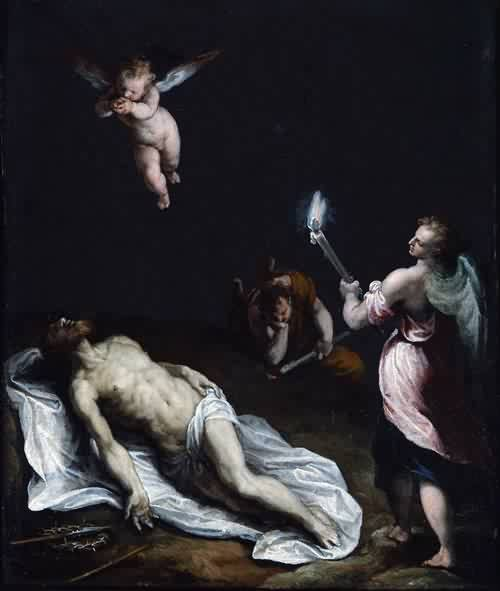
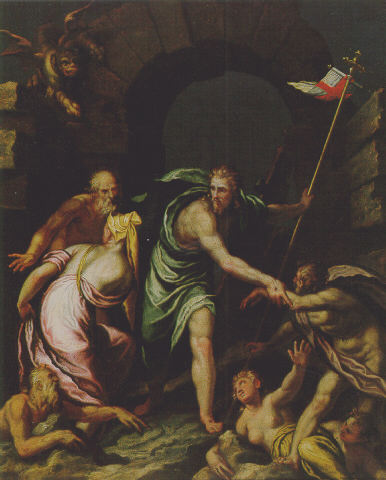
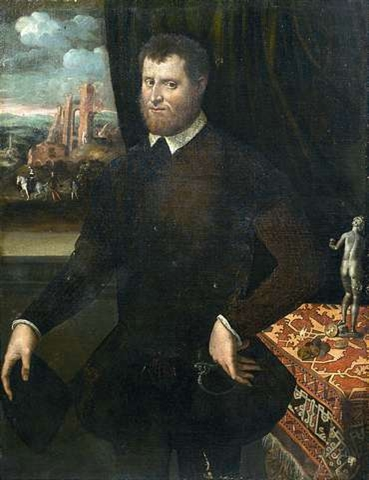
Portrait of a Knight